# Amietia desaegeri
Amietia desaegeri es una especie  de anfibios de la familia Pyxicephalidae.

## Distribución geográfica
Se encuentra en el este de la República Democrática del Congo y, posiblemente en Uganda.